# 1801 Titicaca
1801 Titicaca (1952 SP1) là một tiểu hành tinh vành đai chính được phát hiện ngày 23 tháng 9 năm 1952 bởi M. Itzigsohn ở La Plata.